# 第42屆廣播金鐘獎
第42屆廣播金鐘獎是2007年台灣廣播業界的年度盛事之一，表揚2007年度傑出的台灣廣播業界人員。頒獎典禮於台灣時間11月17日晚上7時在台北市國父紀念館舉行，由蘇逸洪、吳淡如擔任主持人。該屆頒獎典禮由東風衛視執行製播，東風衛視、中華電信3G、中華電信MOD、中華電信hiChannel全程實況轉播。
本屆廣播金鐘獎頒獎典禮司儀、影片旁白為賀正邦（中廣流行網DJ）。

## 沿革
金鐘獎在台灣傳播媒體界是一年一度的盛事，創始於1965年。 金鐘獎設獎之初，是以廣播為主，1965年金鐘獎設頒獎新聞節目、音樂節目、廣告節目等獎項、1966年增設個人技術獎。1970年將電視納入獎勵範圍，自此金鐘獎正式以廣播及電視為獎勵對象。

## 廣播類入圍暨得獎名單
下列之標記為該獎項得獎者。

## 外部連結
- 96年廣播金鐘獎入圍名單 （页面存档备份，存于）.文化部影視及流行音樂產業局.2007-08-22
- 96年廣播金鐘獎得獎名單 （页面存档备份，存于）.文化部影視及流行音樂產業局.2007-11-12